# ارس ویرجینیایی
ارس ویرجینایی، ارس آمریکایی (نام علمی: Juniperus virginiana) نام یک گونه از سرده ارس است.